# إلمر كليفتون
إلمر كليفتون (بالإنجليزية: Elmer Clifton)‏ هو كاتب سيناريو ومخرج وممثل أمريكي، ولد في 14 مارس 1890 في كندا، وتوفي في 15 أكتوبر 1949 بلوس أنجلوس في الولايات المتحدة.

## أعمال

### أفلام
- (1915) ولادة أمة

## وصلات خارجية
- إلمر كليفتون على موقع IMDb (الإنجليزية)
- إلمر كليفتون على موقع ألو سيني (الفرنسية)
- إلمر كليفتون على موقع أول موفي (الإنجليزية)
- إلمر كليفتون على موقع قاعدة بيانات برودواي على الإنترنت (الإنجليزية)
- إلمر كليفتون على موقع قاعدة بيانات الأفلام السويدية (السويدية)
- إلمر كليفتون على موقع قاعدة بيانات الفيلم (الإنجليزية)
- إلمر كليفتون على موقع كينوبويسك (الروسية)